# Włodzimierz Binder
Włodzimierz Binder (ur. 12 grudnia 1953 w Skierniewicach) – polski samorządowiec i przedsiębiorca, prezydent Skierniewic (1990–1998), przewodniczący rady miejskiej Skierniewic (1999–2000).

## Życiorys
Pochodzi z rodziny od pokoleń związanej ze Skierniewicami. Uzyskał wykształcenie inżyniera mechanika na Wydziale Mechaniki Precyzyjnej Politechniki Warszawskiej, po czym podjął pracę w przedsiębiorstwie „Polmozbyt” w Skierniewicach, gdzie w 1980 utworzył Komisję Zakładową NSZZ „Solidarność”. Po wprowadzeniu stanu wojennego pracował na własny rachunek, prowadząc firmę. W latach 90. z jego inicjatywy powstała Izba Przedsiębiorczości w Skierniewicach, został jej wiceprzewodniczącym.
W latach 1990–1998 sprawował przez dwie kadencje mandat radnego oraz funkcję prezydenta Skierniewic (początkowo jako przedstawiciel Komitetu Obywatelskiego, następnie KLD i własnego komitetu – Koalicji dla Skierniewic). Był jednocześnie delegatem do wojewódzkiego sejmiku samorządowego i członkiem jego prezydium. Bez powodzenia ubiegał się o mandat senatorski w wyborach w 1991 i 1993 (w pierwszym przypadku z ramienia KLD, w drugim jako przedstawiciel własnego komitetu). Bezskutecznie kandydował na posła w 1997 z listy Bloku dla Polski.
Był przewodniczącym Krajowego Konwentu Wójtów, Burmistrzów i Prezydentów Gmin Polskich, a także przewodniczącym Ogólnopolskiej Rady Gospodarczej Gmin oraz Stowarzyszenia Wójtów, Burmistrzów i Prezydentów Województwa Skierniewickiego. Po odejściu z funkcji prezydenta sprawował mandat radnego rady miejskiej, od 1999 do 2000 pełnił funkcję jej przewodniczącego. W 2002 ubiegał się bez powodzenia o urząd prezydenta miasta, zachował jednak mandat radnego z ramienia Koalicji dla Skierniewic.
Po odejściu z urzędu prezydenta zajął się działalnością gospodarczą w ramach spółek prawa handlowego; był prezesem zarządu spółki akcyjnej Rawent.

## Życie prywatne
Żonaty, ma dwoje dzieci.